# Brink (Siedlung)

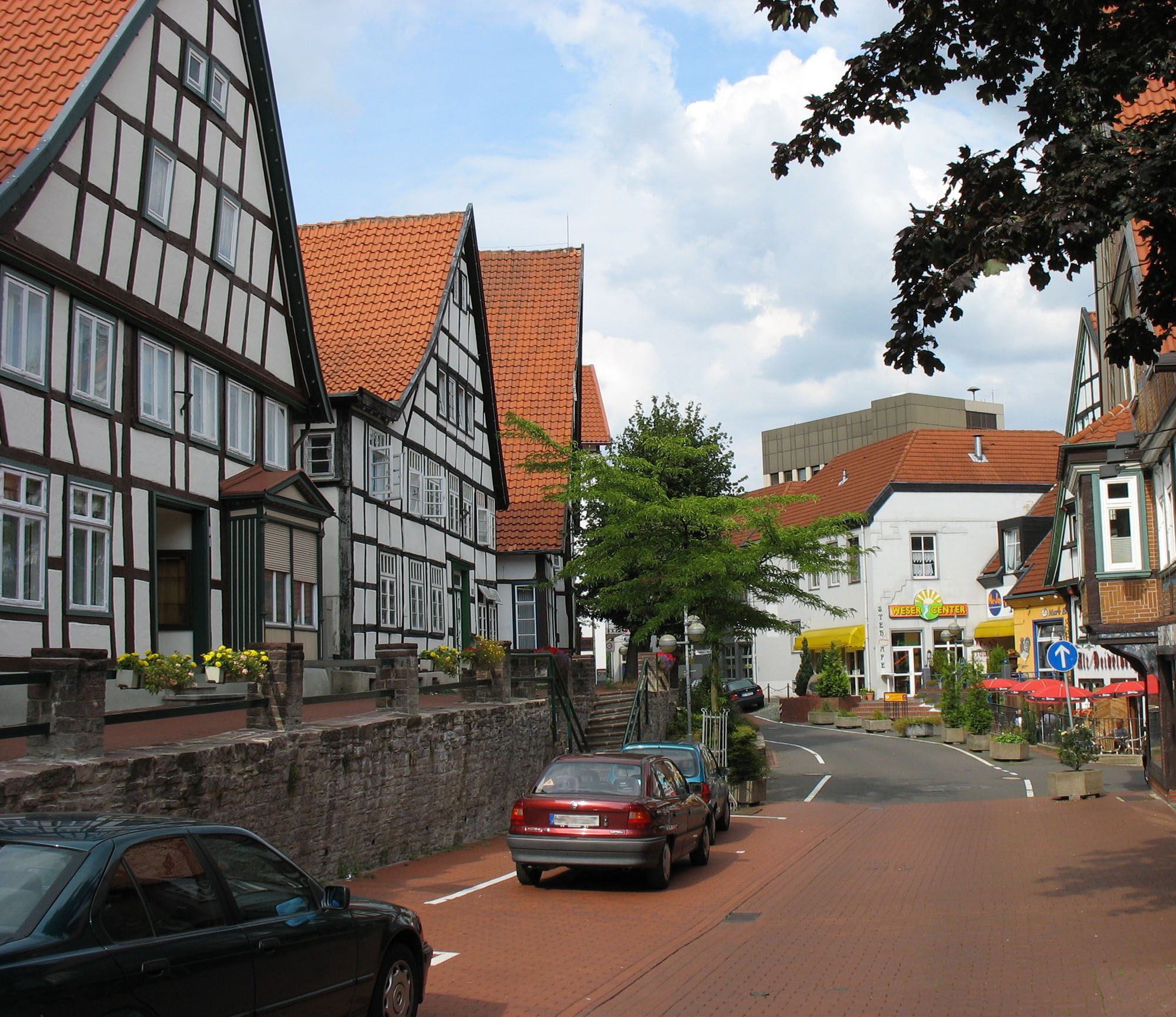
Der Vlothoer Brink in der unteren Langen Straße

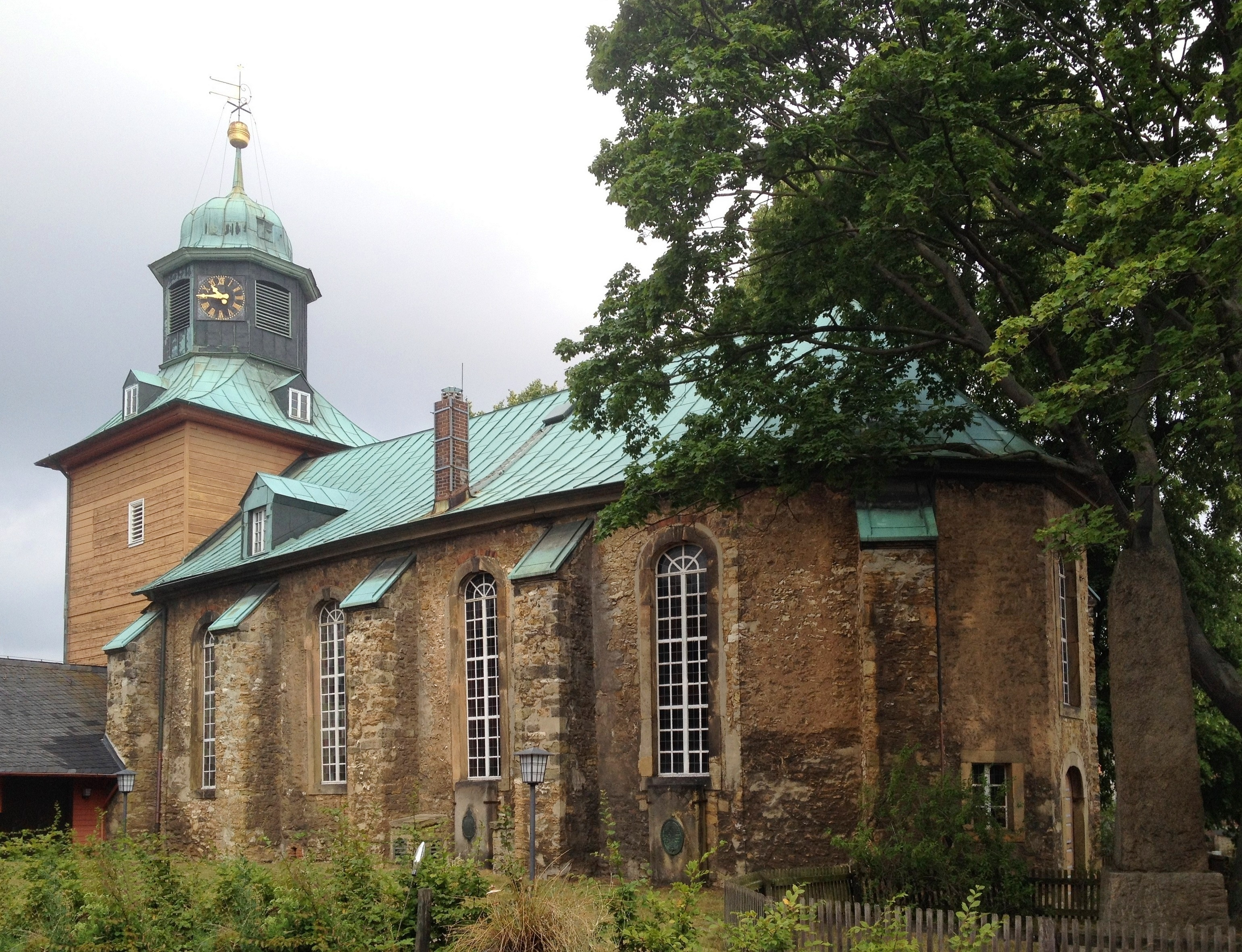
Die auf dem Harlingeröder Kirchenbrink gelegene Kirche St. Marien

Brink ist ein niederdeutsches Wort, das in geographischen Namen seit dem Frühmittelalter eine leicht erhöhte Stelle, einen Rand oder eine Küste bezeichnete.

## Etymologie
Brink entstammt dem hypothetischen urgermanischen Wort ᛒᚱᛁᚾᚲᚨᛉ (*brinkaz) und der indoeuropäischen Wurzel *bʰren- für „Erhöhung“. Im Wörterbuch der Brüder Grimm heißt es dazu, Brink sei ein niederdeutsches Wort in der Bedeutung des hochdeutschen Anger, verwandt mit dem schwedischen und dänischen brink vom altnordischen brecka. Weiter heißt es „in Cassel heißt ein hügelicher platz in der stadt der brink“.
Im Englischen bedeutet das Wort heute: Rand. Das Wort ist Bestandteil vieler Flurnamen im ehemaligen Siedlungsgebiet der Angeln und Sachsen und hat sich über das Niederdeutsche im lokalen Sprachgebrauch beispielsweise in Ostwestfalen auch als Bezeichnung für einen Hügel, Berg oder einen Hang erhalten.
Beispiele dafür sind:
- Heidbrink (Berg) ⊙
- Hobrink (Ortschaft an einem Hang) ⊙
- Kesselbrink (zentraler Platz in Bielefeld) ⊙
- Gemeinde Brink, heute hannoverscher Stadtteil Brink-Hafen

Johann Christoph Adelung beschreibt in seinem im letzten Viertel des 18. Jahrhunderts erschienenen „Grammatisch-kritischen Wörterbuch der hochdeutschen Mundart“  einen Brink:
ein Niedersächsisches Wort, welches so wohl einen grünen, mit Gras bewachsenen Hügel, als auch den grünen schmalen Rand zwischen den Äckern, im Oberdeutschen ein Rain, ja endlich auch einen jeden grünen Platz, im Oberdeutschen ein Anger, bedeutet. Im Schwed. und Dän. lautet dieses Wort gleichfalls Brink, im Isländ. aber Breckur. Wenn man das k am Ende als einen zufälligen Buchstaben ansiehet, so können das alte Brynn, ein Hügel, Rand, und das Oberdeutsche Rain, auf die Verwandtschaft mit diesem Worte Anspruch machen.

## Deutschland
Der Brink war in Nord- und Nordostdeutschland in vielen Dörfern eine leicht erhöhte Stelle in der Nähe des Dorfes. Diese Siedlungsstellen waren vom Boden her minderwertig und lagen meistens ungeschützt. Die Brinksitzer oder Freien zählten nicht als Bauern und hatten keinen Anteil an den besseren Ackerflächen, dem sogenannten Eschland. Sie hatten aber geringen Bodenbesitz und von daher auch Stimmrecht in der Gemeinde. Sie arbeiteten meistens zusätzlich als Handwerker im Dorf, da es auf dem Lande möglich war, ein Handwerk außerhalb der strengen Regelungen der Zünfte auszuüben. Heutige Nachnamen wie »Brinkmann« bzw. »Brink« sind im Allgemeinen darauf zurückzuführen, dass Vorfahren an bzw. auf einem Brink lebten und diese Bezeichnung als genauere Lokalisierung des Wohnplatzes auf die Namensträger angewandt wurde.

### Beispiel: Vlotho
⊙ Koordinaten Brink in Vlotho
In der Weserstadt Vlotho wurden und werden bestimmte Abschnitte Brink genannt. Sie befanden sich unter anderem längs der heutigen Langen Straße. Die Stadt hatte sich im engen Tal der „Vlothe“ (später auch Linnenbeeke oder Mühlenbach genannt, heute Forellenbach) entwickelt. Die Hanglage bedingte, dass einige Häuser im Niveau etwa ein Stockwerk höher als die Straßensohle lagen. Davor befand sich der aufgemauerte Bürgersteig als Verbindung zur Straße. Im Nebeneffekt war man so vor den häufigen Hochwassern der „Vlothe“ sicherer. Als Gegenstück hierzu gab es im Bereich des heutigen Sommerfelder Platzes die sogenannte „Grund“, ein Abschnitt mit Häusern, die auf der hangabgewandten Straßenseite etwa ein halbes Stockwerk tiefer als die Straßensohle lagen. Anfang des 20. Jahrhunderts wurde die Lange Straße als eine der Hauptstraßen Vlothos der verkehrstechnischen Entwicklung angepasst, wobei solche „Verkehrshindernisse“ beseitigt und die betroffenen Häuser um ein Stockwerk nach unten erweitert wurden. Der Brink in der unteren Langen Straße ist als städtebauliche Besonderheit erhalten geblieben.

### Beispiel: Harlingerode
⊙ Koordinaten Kirchenbrink in Harlingerode
Auch in Harlingerode, einem in Ostfalen und am Harz gelegenen Kirchdorf bei Bad Harzburg in Niedersachsen, ist der Begriff „Brink“ im Flurnamengebrauch vertreten. Neben dem Finkenbrink, der eine auf dem Langenberg bestehende Anhöhe beschreibt, existiert auch ein Kirchenbrink in dem Ort. Hier befand sich frühestens seit dem 10. Jahrhundert die Keimzelle für die Entwicklung des Runddorfs. Auf der Anhöhe bestanden und bestehen weiterhin Höfe, die sich im Zeitabschnitt über fast ein Jahrtausend hinweg in kleinere Gehöfte aufspalteten und sich von je her in der Enge zwischen den Straßen Brunnenstraße, Meinigstraße und Viehweide befinden, welche bis heute besteht. Links vom Kirchenbrink vorbei fließt der in den 1960er-Jahren verrohrte Hurlebach, der eine Begrenzung zum weiter westlich gelegenen Rupenklint darstellt.

## Niederlande
In den Niederlanden, namentlich in der sächsisch geprägten Provinz Drenthe, ist brink die von alters her übliche Bezeichnung einer kleineren gemeinschaftlichen Wiese am Rande des Dorfes zur Sammlung von Vieh, wo sich oft eine Tränke für das Vieh und später auch die Kirche befand. Die Bauernhöfe des Dorfes waren meistens an zwei Seiten des oft dreieckigen brink gruppiert. Ursprünglich war die dritte Seite offen, ausgerichtet auf die gemeinschaftlichen Felder (Heide oder Wiesen). Dörfer konnten mehrere „brinken“ haben, abhängig von Dorfgröße und/oder Richtung der genannten Felder. Später wurden viele „brinken“ umschlossen durch Erweiterung der Ortschaft.
Bis zum Ende des 20. Jahrhunderts war man der Auffassung, dass die „brinken“ von Anfang an, vom Karolingischen Zeitalter her, die zentrale Dorfmitte war. Wissenschaftliche Untersuchungen haben erwiesen, dass das nicht der Fall war. Kleine Siedlungen haben öfters noch den „brink“ am Rande des Dorfes.
Einer der oft teils mit Eichen oder Linden bepflanzte brinken wurde der Mittelpunkt des Dorfs, wo sich viele gemeinschaftliche Tätigkeiten der Dorfbewohner abspielten. Viele Dörfer in Drenthe, darunter Zuidlaren, das Museumsdorf Orvelte, Dwingeloo und viele andere, sind bis heute noch gut erkennbar. Orvelte ist ein Spezialfall. Als in den 1960er Jahren Orvelte als Museumsdorf ausgewiesen wurde, hatte es keinen „brink“. Gemäß der damaligen Überzeugung sollte es einen „brink“ in der Mitte haben. So ist es dann gemacht worden.
Auch in den Provinzen Overijssel, Gelderland und Utrecht gibt es Plätze mit dem Namen Brink, u. a. in Deventer und im zu dieser Stadt gehörenden Dorf Bathmen, respektive Bennekom und Schalkwijk. Im südöstlichen Teil der Provinz Noord-Holland, „Het Gooi“, anschließend an den „Utrechtse Heuvelrug“, gibt es die meist westliche, noch ursprünglich erhaltene „brinken“ in Laren (NH) und Muiderberg.
Brinkdörfer lagen meistens am Rande von de essen (die Eschflur). Die Eschflur wird außerhalb Drenthe „eng“ genannt.